# Йонас, которому будет 25 лет в 2000 году
«Йонас, которому будет 25 лет в 2000 году» (фр. Jonas qui aura 25 ans en l'an 2000) — кинофильм режиссёра Алена Таннера, вышедший на экраны в 1976 году. Лента получила приз Национального общества кинокритиков США за лучший сценарий, а также выдвигалась от Швейцарии на премию «Оскар» за лучший иностранный фильм, однако не была номинирована.

## Сюжет
Фильм рассказывает о группе молодых людей, которых судьба сводит вместе на ферме в окрестностях Женевы. Здесь хозяин фермы Марсель с его странными рассказами о животных и его жена «волшебница» Маргерит; рабочий Матьё, устроившийся после увольнения с предприятия на ферме, и его жена Матильда; школьный учитель истории Марко, пытающийся донести крупицы истины до своих учеников, и его подруга Мари, кассирша супермаркета, ворующая продукты для пенсионеров; бывший политический активист Макс, разочаровавшийся в ценностях 1968 года, и его подруга Мадлен, увлекающаяся восточными духовными практиками. Каждый из них чувствует неуверенность в завтрашнем дне и пытается нащупать своё место в мире...

## В ролях
- Жан-Люк Бидо — Макс
- Мириам Буайе — Матильда
- Жак Дени — Марко
- Роже Жендли — Марсель
- Доминик Лабурье — Маргерит
- Мириам Мезье — Мадлен
- Миу-Миу — Мари
- Рюфюс — Матьё
- Раймон Буссьер — Старый Шарль